# Покровська церковно-парафіяльна школа (Батурин)
Покровська церковно-парафіяльна школа — пам'ятка архітектури місцевого значення в Батурині. Наразі тут розміщується адміністративна будівля національного історико-культурного заповідника «Гетьманська столиця».

## Історія
Наказом Міністерства культури і туризму від 21.10.2011 № 912/0/16-11 надано статус «пам'ятник архітектури місцевого значення» з охоронним № 5542-Чр під назвою «Покровська церковно-парафіяльна школа». Встановлено інформаційну дошку.
Один із 35 об'єктів комплексу Національного історико-культурного заповідника «Гетьманська столиця».

## Опис
1898 року було відкрито школу грамоти при Покровській церкві, яка спочатку знаходилася в орендованому приміщенні. У період 1899—1903 роки (за іншими даними побудована в 1901 році) була побудована Покровська церковно-парафіяльна школа при Покровській церкві.
Кам'яний, одноповерховий на цоколі, прямокутний у плані будинок, з чотирисхилим дахом.
У період 1950—1957 років у будинку колишньої школи розміщувався клуб, потім у період 1957—1997 років — середня школа. Після, у 1999—2008 роках — церква Покрови Пресвятої Богородиці. У 2008 році було знову збудовано Покровську церкву. З 2010 року тут розміщується адміністративна будівля національного історико-культурного заповідника «Гетьманська столиця».